# Mineiros
Mineiros – miasto i gmina w Brazylii leżące w stanie Goiás. Gmina zajmuje powierzchnię 9060,09 km². Według danych szacunkowych w 2016 roku miasto liczyło 61 623 mieszkańców. Położone jest około 450 km na zachód od stolicy stanu, miasta Goiânia, oraz około 600 km na południowy zachód od Brasílii, stolicy kraju. 
Do połowy XIX wieku obszar, na którym obecnie znajduje się Mineiros był opustoszały. Pierwsi osadnicy przybyli tutaj w poszukiwaniu złota i diamentów. Później odkryto bogate złoża diamentów na brzegach rzeki, 6 kilometrów od miejscowości. 24 maja 1905 roku Mineiros zostało podniesione do statusu gminy. Nowa gmina została utworzona poprzez wyłączenie z terenów z gminy Jataí. 
W 2014 roku wśród mieszkańców gminy PKB per capita wynosił 32 292,87 reais brazylijskich.